# Гетеборг-Центральний
57°42′32″ пн. ш. 11°58′24″ сх. д. / 57.708888888889° пн. ш. 11.973333333333° сх. д.
Гетеборг-Центральний (швед. Göteborgs centralstation, Göteborg C) — головна залізнична станція Гетеборгу та найстаріша залізнична станція Швеції, що досі використовується. 
 
Станція обслуговує 27 мільйонів пасажирів на рік, 
  
що робить її другою за пасажирообігом залізничною станцією Швеції після Стокгольм-Центральний та була відкрита на 13 років раніше
. 
Станція відкрита 4 жовтня 1858 року та розташована прямо біля Дроттнінгтор'єт. 
Центральний вокзал Гетеборга та Центральний автовокзал Гетеборга розташовані в одній будівлі.
 
Центральний вокзал Гетеборга належить і управляється Jernhusen. 

## Історія
У 19 столітті по всій Швеції було побудовано багато залізниць. 
Одна з перших дистанцій була між Гетеборгом і Юнсередом. 
Зі зростанням популярності залізниці виникла потреба у вокзалі. 
Центральний вокзал Гетеборга був побудований в 1856 — 1858 роках. 
Перша будівля була побудована в 1856 — 1857 роках архітектором Адольфом Вільгельмом Едельсвердом на місці в'язниці. 
Будівля мала великий хол, дві зони очікування та кілька ресторанів.
У 1923 році залізничний вокзал був перебудований і розширений за планами Фольке Зеттервалля, який на той час був офіційним архітектором SJ. 
14 березня 1923 року вогонь знищив значні частини Центрального вокзалу. 

У 1928 — 1930 роках вокзал було розширено через збільшення інтенсивності руху. 
Після 1930 року були внесені ще деякі зміни, що містили новий ресторан, побудований перед Дроттнінгтор'єт. 
У 1993 році Центральний вокзал було реконструйовано, а у 2000 — 2003 роках Центральна будівля була прибудована до існуючої будівлі. 
Сучасний дизайн інтер’єру схожий на модель 1923 року з дерев’яними колонами, скляною стелею та підлогою з вапняку.

## Колії та сполучення
На станції 16 платформних колій. Потяги вирушають і прибувають з п'яти різних залізничних ліній:
- На північ по Богусбанан[en] в напрямку Стенунгсунда, Уддевалли та Стремстада.
- На північ по лінії Норвегія/Венернбанан[en] у напрямку Ельвенгена[en], Венерсборга, Карлстада та Осло (Норвегія).
- На схід по Västra stambanan[sv] у напрямку Алінгсоса, Шевде, Стокгольма та Лулео.
- На південь по Весткустбанан у напрямку Кунгсбака, Мальме та Копенгагена (Данія).
- На південний схід по Kust till kust-banan до Буроса та Кальмара.

Вибір колії залежить головним чином від того, якою залізницею буде їхати поїзд. 
Це пов’язано з тим, що варто уникати перетину залізничних колій, що може призвести до затримок. 
Потяги на Богусбанан і Норвегія/Венернбанан зазвичай використовують колії 7–11. 
Потяги «Västra stambanan» зазвичай використовують колії 1–7. 
Потяги Весткустбанан та «Kust till kust-banan» зазвичай використовують колії 11–16.
Дроттнінгтор'єт — трамвайна розв’язка, розташована безпосередньо біля центрального вокзалу Гетеборга. 
Nordstan також має трамвайну зупинку та торговий центр, сполучений зі станцією підземним пішохідним тунелем. 